# Východogobijský ajmag
Východogobijský ajmag (mongolsky Дорноговь Аймаг – Dornogovi Ajmag, doslova Východní Gobi) je jedním z jednadvaceti ajmagů, na které se člení Mongolsko. Je pojmenován podle poušti Gobi, v které leží. K roku 2016 měl přibližně 66 tisíc obyvatel, z toho zhruba jedna třetina žila v jeho hlavním městě Sajnšandu.
Východogobijský ajmag leží v jihovýchodní části státu a na jihu a východě hraničí s Vnitřním Mongolskem v sousední Čínské lidové republice. V rámci Mongolska sousedí na západě s Jihogobijským ajmagem a Středogobijským ajmagem, na severozápadě s Gobisümberským ajmagem, na severu s Chentijským ajmagem a na severovýchodě se Süchbátarským ajmagem.

## Členění
Východní ajmag se skládá ze 14 somonů.

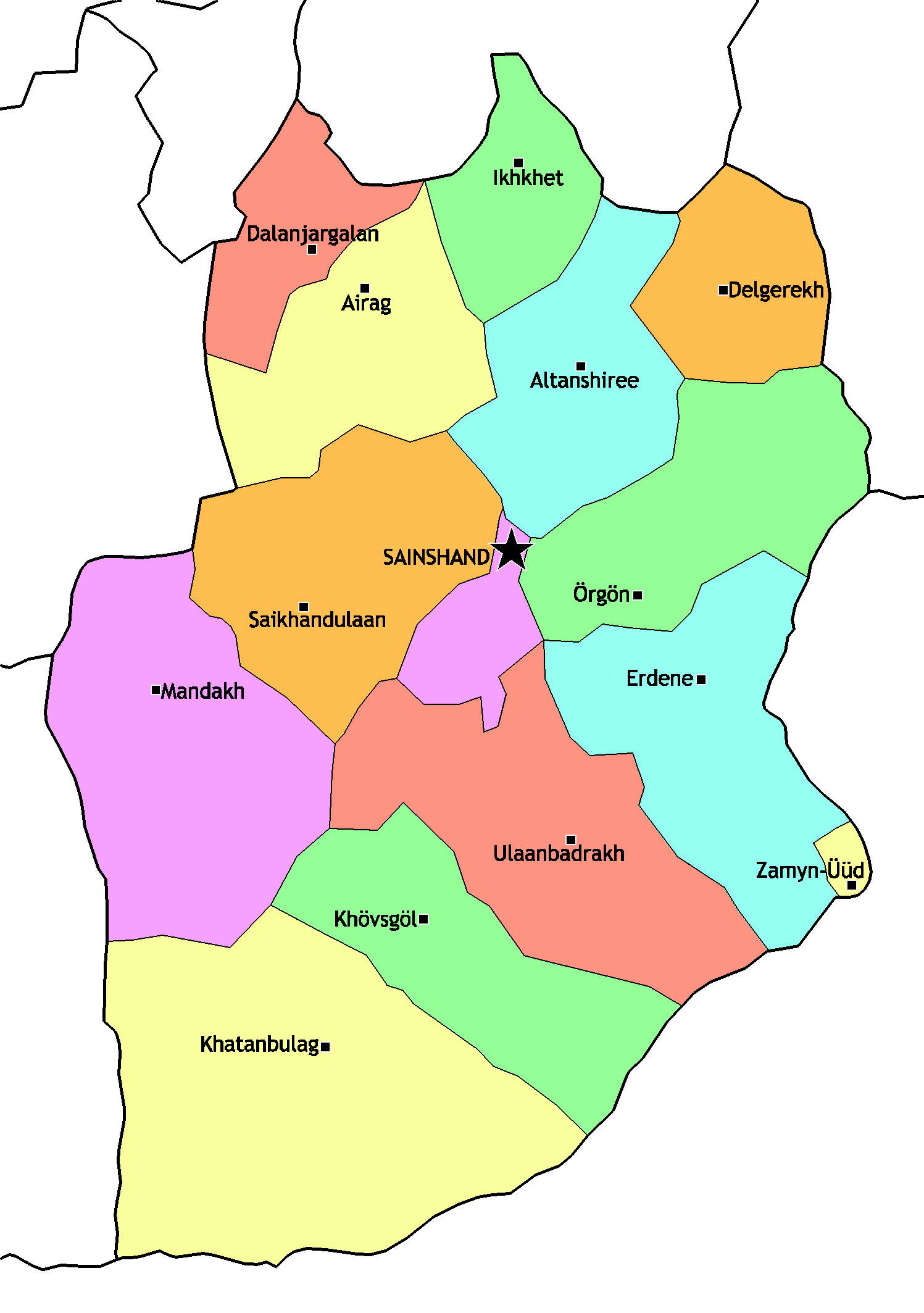
Mapa Východogobijského ajmagu

| sum           | Rozloha km² | Počet obyvatel | Hustota zalidnění na km² | Sídlo sumu  |
| ------------- | ----------- | -------------- | ------------------------ | ----------- |
| Ajrag         | 7 443       | 3 598          | 0,48                     | Cagándorolž |
| Altanširé     | 7 226       | 1 306          | 0,18                     | Čandmaň     |
| Dalanžargalan | 4 046       | 2 554          | 0,63                     | Comog       |
| Delgerech     | 4 858       | 1 781          | 0,37                     | Chongor     |
| Erdene        | 9 952       | 2 395          | 0,24                     | Ulán úl     |
| Ichchet       | 4 153       | 2 176          | 0,52                     | Bajan       |
| Chatanbulag   | 18 669      | 2 985          | 0,16                     | Ergel       |
| Chövsgöl      | 8 377       | 1 531          | 0,18                     | Chövsgöl    |
| Mandach       | 12 661      | 1 528          | 0,12                     | Tuchum      |
| Örgön         | 8 690       | 1 816          | 0,21                     | Senž        |
| Sajchandulán  | 9 558       | 1 217          | 0,13                     | Ulzijt      |
| Sajnšand      | 2 343       | 20 480         | 8,74                     | Sajnšand    |
| Ulánbardach   | 11 371      | 1 543          | 0,14                     | Nuden       |
| Zamyn-Úd      | 487         | 12 823         | 26,34                    | Zamyn-Úd    |